# レニウム
レニウム（英: rhenium）は原子番号75の元素。元素記号は Re。マンガン族元素の一つで、銀白色の金属。遷移金属(第3遷移金属)で、レアメタルの一種。地殻中においても、宇宙空間中においても最も希少な金属である。性質は一つ上のテクネチウムに酷似している。

## 名称
ライン川のラテン名 Rhenus が語源。

## 存在
地殻中の存在量は50ppt〜1ppb程度、宇宙での個数密度比は0.0562とされている。これは、地殻中ではオスミウムと並んで最も希少、宇宙空間中でもタンタルと並んで最も希少な金属のグループに位置付けられる。

## 特徴
比重は21.02、融点は3186℃、沸点は5597℃（融点、沸点とも異なる実験値あり）（沸点は元素の中で一番高い）。常温、常圧で安定な結晶構造は、六方最密充填構造 (HCP)。フッ化水素酸、塩酸には不溶。酸化力のある酸（硝酸、熱濃硫酸）には溶ける。過酸化水素や臭素水にも溶ける。原子価は+2価〜+7価。単体では最も硬い金属である。湿った空気中では酸化レニウムを形成するため僅かに表面が曇っていく。検出にはアクリフラビンが用いられる。

## 同位体
レニウムには安定同位体レニウム185があるが、最も多いのは62.6%を占めるレニウム187で、半減期412億年の放射性同位体である。なお、1つ以上の安定同位体を持つ元素の中で、天然放射性同位体が安定同位体より多く存在している元素は、レニウムの他にテルルとインジウムがある。

## 歴史
1925年にノダック (W. Noddack) とタッケ (I. Tacke) とベルグ (O. Berg) が発見。2番目に遅く発見された天然元素であり（最後に発見されたのはフランシウム）、最後に発見された安定元素である。

### 小川正孝による過去の発見
1908年（明治40年）、小川正孝は43番元素を発見、ニッポニウム（nipponium, 元素記号：Np 、日本素という意味）と命名したと発表したが、後に43番元素が地球上には存在しないことが判明するとこれは取り消された。
現在ではこの時に発見されたのがレニウムであると考えられている。当時はX線分光装置が手に入らず、正しい測量ができなかったため、誤って43番元素で原子量およそ100の元素として発表された。レニウムが発見されたのちに小川自身で、発見した元素の正しい測量が行われた形跡がある。また、小川に頼まれてX線で試料を測定した木村健二郎は「それはきれいなレニウムだった」と証言している。
43番元素の元素記号として使用する予定だった「Np」は、その後にネプツニウムに使用された。43番元素は人工的に作られ、テクネチウムとなった。

## 生産
有用な金属であるが、レアメタルの文字どおり特に希少であり、年間の生産量は極めて僅かである（2012年推定生産量：52.6トン、2017年生産量52.0トン）。モリブデナイトの他、希土類鉱物、コロンバイト、タンタライト、硫化銅鉱などの鉱石や、銅の精錬で発生する残渣中に微量含まれているのをイオン交換樹脂で吸着分離して得る。2011年の生産量は、44.5トン。
主な生産国はチリで、世界の半分以上を生産する。他にアメリカ合衆国、ポーランド、ウズベキスタン、カザフスタン、ロシアなどで生産されている。ペルー、カナダでも生産が行われていた。
1946年以降ロシアによって実効支配されている択捉島では、ほぼ純粋な硫化レニウム(IV) (ReS2) の組成を持つレニウム鉱 (Rheniite) が発見されている。択捉島では火山の噴出ガスから回収されて生産されている。
日本国内では、住友金属鉱山や東芝マテリアルが金属粉や合金などの加工を行っている。

### リサイクル
ジェットエンジンのタービンブレードには 3-6mass% を含有するため、貴重な資源である。したがって、使用済みタービンブレードやタービンブレード製造工程中で発生するスクラップから回収して循環利用されている。

## 用途

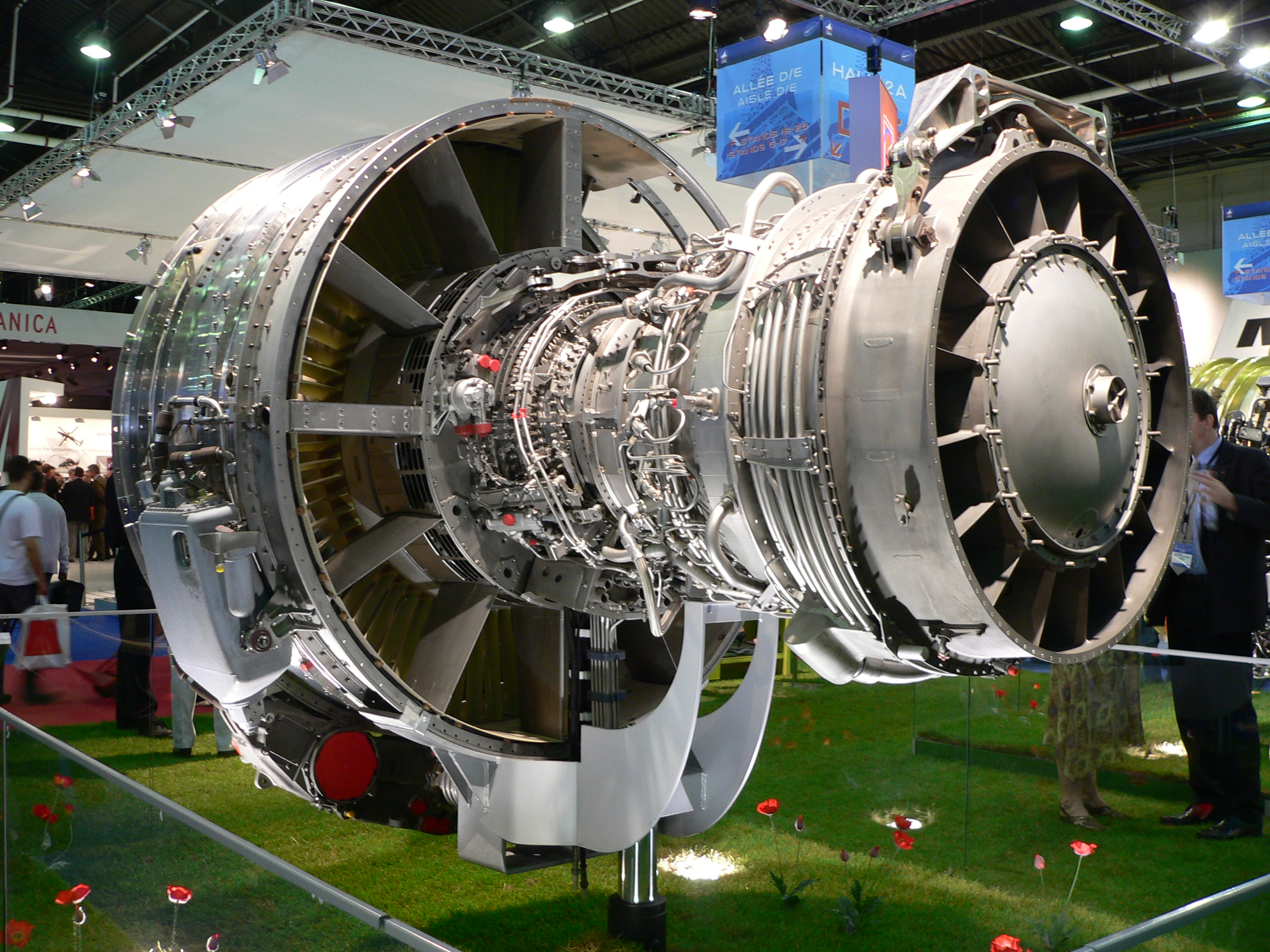
CFM56ターボファンエンジン。レニウムを3%含有する合金がタービンブレードに用いられている

工業用途
レニウムは水素化触媒、石油改質触媒として高オクタン価ガソリンや天然ガスの液体燃料化用アルミナ担持のプラチナレニウム触媒、合金材料などに利用される。
ニッケル・レニウム合金は、スーパーアロイの1つとして耐熱性が求められるジェットエンジンのタービンブレードなどの材料に使われる。
タングステン・レニウム合金はフィラメント、熱電対、電子部品、航空宇宙用部品、X線管ターゲットなどに使用される。タングステンなどのフィラメントに数%添加すると、高温で使用中に、あるいは揺れても垂れ下がらない性質（ノンサグ性）が与えられるため、自動車用などに適する。熱電対では添加によって使用寿命が向上する。
モリブデン・レニウム合金も電子部品などに使用される。
放射年代測定
レニウム-オスミウム放射壊変系を利用した年代測定。
{\displaystyle {\ce {^{187}Re -> ^{187}Os}}} 、半減期 5.0×1010年

## レニウムの化合物
- 二ホウ化レニウム ({\displaystyle {\ce {ReB2}}})
- 過レニウム酸 ({\displaystyle {\ce {HReO4}}})
- 過レニウム酸アンモニウム ({\displaystyle {\ce {NH4ReO4}}})
- 酸化レニウム(IV) ({\displaystyle {\ce {ReO2}}})
- 酸化レニウム(VI) ({\displaystyle {\ce {ReO3}}})
- 酸化レニウム(VII) ({\displaystyle {\ce {Re2O7}}})
- 硫化レニウム(IV) ({\displaystyle {\ce {ReS2}}})

## 法規制
大量破壊兵器の開発などに用いられるおそれがあるため、外国為替及び外国貿易法および輸出貿易管理令（別表第一の二の項）により、2014年9月15日以降はレニウム、レニウム合金またはレニウムタングステン合金の一次製品であって、経済産業省令で定める仕様のものは、経済産業大臣の許可を受けなければ輸出できない。